# Harbour Grace
Harbour Grace (Hâvre-de-Grâce) est l'une des plus vieilles villes de la baie de la Conception dans la péninsule d'Avalon dans la province de Terre-Neuve-et-Labrador au Canada.
Elle se trouve à 45 km au nord-ouest de la capitale, Saint-Jean. La population s'y élève à 2 793 habitants en 2021, travaillant principalement dans l'industrie de la pêche.

## Compléments